# Rhynchomecogaster gracilis
Rhynchomecogaster gracilis är en mångfotingart som beskrevs av Karl Wilhelm Verhoeff 1937. Rhynchomecogaster gracilis ingår i släktet Rhynchomecogaster och familjen Siphonotidae. Inga underarter finns listade i Catalogue of Life.